# Atzo Nicolaï
Atzo Nicolaï (ur. 22 lutego 1960 w Delfcie, zm. 19 sierpnia 2020 w Amstelveen) – holenderski polityk i urzędnik państwowy, poseł do Tweede Kamer, w latach 2006–2007 minister ds. reformy administracji rządowej.

## Życiorys
Studiował prawo i nauki polityczne na Vrije Universiteit Amsterdam. Był zatrudniony na macierzystej uczelni (1986–1987), po czym pracował w administracji rządowej. Był m.in. sekretarzem generalnym rządowych organów doradczych w kwestiach sztuki i kultury – Raad voor de Kunst (1990–1995) oraz Raad voor Cultuur (1995–1998). W 1993 dołączył do Partii Ludowej na rzecz Wolności i Demokracji (VVD). W 1998 po raz pierwszy objął mandat posła do Tweede Kamer. Do niższej izby Stanów Generalnych wybierany ponownie w 2002, 2003, 2006 i 2010.
Od lipca 2002 do lipca 2006 pełnił funkcję sekretarza stanu do spraw europejskich w pierwszym i drugim rządzie Jana Petera Balkenende. Następnie do lutego 2007 sprawował urząd ministra ds. reformy administracji rządowej w trzecim gabinecie tego premiera. W 2011 zrezygnował z mandatu poselskiego i aktywności politycznej. Objął stanowisko dyrektora przedsiębiorstwa DSM Nederland, które zajmował do 2019. Kierował też branżową organizacją przedsiębiorców Deltalinqs. Zmarł na chorobę nowotworową.
Oficer Orderu Oranje-Nassau (2007).